# Strage dell'Italicus
La strage dell'Italicus fu un attentato terroristico neofascista di tipo dinamitardo compiuto nella notte tra il 3 e il 4 agosto 1974 sul treno Italicus, mentre questo transitava presso San Benedetto Val di Sambro, in provincia di Bologna. Nell'attentato morirono 12 persone.
È considerato uno dei più gravi attentati verificatisi negli anni di piombo, commesso da gruppi neofascisti e di estrema destra come anche la strage di piazza Fontana del 12 dicembre 1969, la strage di piazza della Loggia del 28 maggio 1974 e la strage di Bologna del 2 agosto 1980. Per la strage dell'Italicus, come per le altre stragi, furono incriminati come esecutori diversi esponenti del neofascismo italiano, ma l'iter processuale si è concluso con l'assoluzione degli imputati.
L'attentato si colloca nella fase finale della strategia stragista portata avanti dall'estrema destra, con l'intento di destabilizzare il Paese e favorire un intervento dei militari:
Può pensarsi che ognuno di questi fatti fosse fine a se stesso? Gli elementi raccolti consentono di dare una risposta decisamente negativa. Gli attentati erano tutti in funzione di un colpo di stato previsto per la primavera-estate '74, con l’intervento «normalizzatore» di militari in una situazione di tensione portata ai grandi estremi. E valga il vero.
Sergio Calore, nell'interrogatorio del 28 maggio 1985 al giudice istruttore di Bologna, riferisce che il Signorelli dall'autunno '73 gli aveva parlato di un colpo di Stato che avrebbe dovuto aver luogo nella primavera-estate '74 con l'appoggio di ufficiali «nazionalsocialisti» di stanza nel settore del nord-est»
( Corte d'assise di appello, Sentenza d'appello processo Italicus, 1986.)
A tale strategia, come accertato dalla commissione parlamentare di inchiesta sulle stragi, se ne sovrapponevano altre che miravano a usare politicamente la paura del golpe.
Stando a quanto affermato nel 2004 dalla figlia Maria Fida, Aldo Moro, all'epoca ministro degli esteri, si sarebbe dovuto trovare a bordo del treno, ma pochi minuti prima della partenza venne raggiunto da alcuni funzionari del Ministero che lo fecero scendere per firmare alcuni documenti.

## L’attentato
Nella notte tra il 3 e il 4 agosto 1974, alle ore 1:23, una bomba ad alto potenziale esplose nella quinta vettura del treno espresso 1486 ("Italicus"), proveniente da Roma e diretto a Monaco di Baviera via Brennero.
L'ordigno era composto da una miscela esplosiva, probabilmente amatolo, e da una miscela incendiaria, quasi certamente la termite (di cui furono rinvenute tracce). La bomba era stata collocata in una valigetta occultata sotto un sedile della quinta carrozza, rivolto contro il senso di marcia. L'esplosivo era collegato a una sveglia di una marca tedesca, Peter, molto comune all'epoca, ritrovata nel corso delle prime perlustrazioni dove era avvenuta l'esplosione. La sveglia aveva modifiche esterne e vi erano inserite in particolare due piastrine di rame, di cui una fissa e l'altra mobile saldata a stagno: tramite la suoneria della sveglia, nell'orario predeterminato, le due piastrine sono venute a contatto, determinando lo scoppio.
La temporizzazione del timer avrebbe dovuto fare esplodere l'ordigno mentre il treno attraversava la Grande galleria dell'Appennino, nei pressi di San Benedetto Val di Sambro. Tuttavia, durante la corsa tra Firenze e Bologna, il treno recuperò tre dei minuti di ritardo accumulati nelle tratte precedenti. La bomba esplose lo stesso all'interno della galleria, ma in un tratto a soli 50 metri dall'uscita.
L'esplosione fece sollevare il tetto della quinta carrozza, che poi cadde frantumandosi in migliaia di schegge, mentre le lamiere si deformavano per la temperatura altissima dell'incendio che divampava (la termite di cui era composto l'ordigno brucia con estrema rapidità, causando l'aumento della temperatura fino a 3000 °C).
Nell'attentato morirono 12 persone (alcune per l'esplosione, altre arse vive dall'incendio) e altre 48 rimasero ferite.
La strage avrebbe avuto conseguenze più gravi, si ipotizza anche nell'ordine di centinaia di morti, se l'ordigno fosse esploso all'interno della grande galleria dell'Appennino, come sarebbe avvenuto dieci anni dopo nella strage del Rapido 904.
Nella tragedia, spicca l'eroismo di un ferroviere conduttore delle Ferrovie dello Stato, il forlivese Silver Sirotti, 24 anni, poi insignito di medaglia d'oro al valor civile alla memoria. Sirotti, munito di estintore, si slanciò tra le fiamme per soccorrere i viaggiatori intrappolati nel treno e in questo tentativo perse la vita.

## Le indagini
Il 5 agosto 1974 viene rinvenuto in una cabina telefonica a Bologna un volantino di rivendicazione dell'attentato a firma Ordine Nero, che dichiarava:
Al volantino fanno seguito delle telefonate anonime al Resto del Carlino di analogo tenore: «Con la bomba al tritolo che abbiamo messo sull'espresso Ro-Fi abbiamo voluto dimostrare alla Nazione che siamo in grado di mettere bombe dove vogliamo, in qualsiasi ora, in qualsiasi luogo, dove e quando ci pare… Giancarlo Esposti è stato vendicato».
L'autore sia del volantino sia delle telefonate anonime, Italo Bono, viene individuato dalle forze dell'ordine la stessa sera del 5 agosto. Si tratta di un personaggio interno all'estrema destra a Bologna, ma poco considerato nell'ambiente e con problemi psichici evidenti. Le indagini su Bono e su altri estremisti a lui collegati non danno esiti, potendo tutti disporre di un alibi.
Il 9 agosto arriva alla questura di Roma la testimonianza di Rosa Marotta, titolare di una ricevitoria del Lotto di via Aureliana a Roma. La donna avrebbe ascoltato, qualche giorno prima della strage, la telefonata fatta da una ragazza nel suo locale, riguardante un attentato in preparazione:
«Le bombe sono pronte… da Bologna c'è il treno per Mestre, là trovi la macchina per passare il confine... stai tranquillo… i passaporti sono pronti…». I dirigenti dell'ufficio politico della capitale accertano rapidamente chi era la ragazza autrice della telefonata, Claudia Ajello, non aspettandosi però che questa fosse una collaboratrice del Sid e che lavorasse in un ufficio del Servizio segreto in via Aureliana.
La ragazza, interrogata dal Pm ben tre giorni dopo, afferma di non aver assolutamente parlato di bombe e che la telefonata era rivolta alla madre in partenza per un viaggio che prevedeva il trasferimento da Roma a Mestre in treno. La Ajello fornisce però versioni contrastanti con quelle dei suoi superiori del servizio segreto, anche riguardo al motivo dell'utilizzo di un telefono pubblico invece dell'apparecchio presente nell'ufficio del Sid. Verrà rinviata a giudizio per falsa testimonianza. Inoltre verrà accertato il suo ruolo all'interno del Sid, non come semplice traduttrice, ma come infiltrata all'interno dell'ambiente degli studenti greci e del PCI, sezione di Casal Bertone, cui si era iscritta.
La sera 15 dicembre 1975 nasce la principale pista di indagine: tre detenuti (Aurelio Fianchini, Felice D'Alessandro e Luciano Franci) evadono dalla Casa circondariale di Arezzo dopo aver segato l'inferriata della cella ed aver superato il muro di cinta tramite l'ausilio di due lenzuola e un copriletto. La fuga è funzionale al progetto di portare il terzo evaso, Franci, davanti alla stampa per farlo confessare della paternità della strage, che già avrebbe confidato agli altri due durante la comune detenzione. In cambio Franci, estremista di destra al momento in carcere per l'attentato ferroviario del 6 gennaio 1975 a Terontola, avrebbe avuto l'appoggio per espatriare. Si deve tener conto che la cattura di Franci aveva determinato indagini a tappeto verso gli estremisti neri toscani a lui collegati, costringendo Cauchi alla fuga all'estero mentre Tuti, per non farsi arrestare, ucciderà i due agenti di polizia empolesi, Falco e Ceravolo. Comunque, durante la fuga dal carcere Franci ci ripensa, probabilmente rendendosi conto che la promessa dell'espatrio non si sarebbe avverata.
Fianchini e D'Alessandro giungono così da soli davanti alla redazione del periodico Epoca, rilasciando dichiarazioni sulle confidenze ricevute. D'Alessandro, su cui pendeva reato grave, decide poi di non costituirsi, mentre lo fa Fianchini che fa mettere a verbale le sue dichiarazioni all'ufficio politico della questura di Roma:
(Sentenza G.I. Italicus 1980)
Nonostante la fuga, le indagini accerteranno numerosissimi riscontri nelle dichiarazioni di Fianchini:
- Franci si trovava di servizio a Santa Maria Novella la notte in cui avvenne l'attentato dell'Italicus.
- Malentacchi aveva acquisito preparazione sull'uso di esplosivi durante il servizio militare nel genio guastatori. Questa lo avrebbe reso in grado, con un minimo di competenza in più, di confezionare l'ordigno esplosivo.
- Inoltre, nel 1976 Fianchini parlerà di una loggia massonica cui erano collegati gli eversori e alla quale era iscritto Mario Marsili, il Pm di Arezzo che dirigeva le indagini sull'attentato di Terontola. Effettivamente il magistrato (tra l'altro genero di Licio Gelli[7]), risulterà affiliato alla loggia massonica deviata P2 benché "in sonno" al momento del ritrovamento delle liste (1980).[8]

Della strage dell'Italicus lascia accenni anche Felice D'Alessandro, indirettamente, tramite i diari che teneva in carcere, perduti durante la fuga. Vengono acquisiti dall'autorità giudiziaria.
Il 2 febbraio 1975, ascoltando i discorsi dei neofascisti in carcere per l'attentato di Terontola, aveva annotato:
Due hanno fatto tre giorni d'isolamento e poi sono stati messi in compagnia.

N. B . le indagini sono ancora in alto mare e gli interrogatori proseguono quotidianamente anche per questi due. Li ho sentiti dire stasera ricordiamoci di avvisare il G. e dirgli che si faccia mettere anche lui in compagnia. Celle vicine per tutti. Il P.M. durante gli interrogatori promette di aiutarli.

I capoccia della cricca non vengono rastrellati per tempo (V. Cauchi).

Eppure sia carabinieri che questura erano bene al corrente dei legami che tenevano uniti tutti i componenti della banda.

Italicus: lavoravo a Firenze; vidi uno della questura (?) entrare nel vagone che poi esplose, affacciarsi al finestrino e fare un segno con il capo.

“So certe cose su Tanassi!”

L'attentato alla camera di commercio era stato rinviato perché in giro tirava aria balorda.

“L'esplosivo dell'Italicus non era uguale a quello che avevo a casa io” ( ! )»
()
I colpevoli della strage non sono mai stati individuati dalla Giustizia, ma la Commissione Parlamentare sulla Loggia P2 ha dichiarato in merito:
(Relazione di maggioranza della Commissione Parlamentare sulla Loggia P2)
Il processo si concluse con l'assoluzione generale di tutti gli imputati sebbene, stante l'impossibilità di determinare concretamente le personalità dei mandanti e dei materiali esecutori, anche la sentenza di assoluzione attesti comunque la correttezza dell'attribuzione della strage all'estrema destra e alla P2 definendo come pienamente comprovata una notevole serie di circostanze del tutto significative e univoche in tal senso, al punto da venire esplicitamente richiamata dalla Relazione della Commissione Parlamentare per via di circostanze relative alla strage dell'Italicus e indirizzanti verso l'eversione neofascista e la Loggia P2.

## Le vittime
- Elena Donatini, anni 58
- Nicola Buffi, anni 51
- Herbert Kontriner, anni 35
- Nunzio Russo, anni 49
- Marco Russo, anni 14
- Maria Santina Carraro in Russo, anni 47
- Tsugufumi Fukuda, anni 32
- Antidio Medaglia, anni 70
- Elena Celli, anni 67
- Raffaella Garosi, anni 22
- Wilhelmus J. Hanema, anni 20
- Silver Sirotti, anni 24[15]

## I processi
I processi a seguito della strage hanno avuto esiti diversi, fra molteplici tentativi di depistaggio e due apposizioni del segreto di stato (2 settembre 1982 e 28 marzo 1985), ma non hanno portato a nessun esito giudiziario se non mettere in luce la relazione della strage con:
- «... una organizzazione terroristica di ispirazione neofascista o neonazista operante in Toscana...»;
- «... la loggia P2 che svolse opera di istigazione agli attentati e di finanziamento nei confronti dei gruppi della destra extraparlamentare toscana, quindi gravemente coinvolta nella strage dell'Italicus e può considerarsene anzi addirittura responsabile in termini non giudiziari ma storico-politici quale essenziale retroterra economico, organizzativo e morale...»[18].

Influisce sull'esito giudiziario, oltre i depistaggi e gli omissis, la mancanza di un gruppo coeso di familiari che potesse insistere per una richiesta più stringente di giustizia. Tra le vittime vi erano infatti tre stranieri e l'intera famiglia Russo di Merano (il padre Nunzio, la madre Maria e il fratello Marco). Della famiglia Russo ci furono due sopravvissuti, gravemente feriti, anch'essi presenti nel treno: Marisa e Mauro Russo; quest'ultimo, che allora aveva 13 anni, ha reso testimonianza al processo Italicus, dichiarando che l'intera famiglia era salita sul treno a Firenze, proprio nella carrozza dove veniva depositata la bomba. A Firenze il treno Italicus veniva allungato di alcune carrozze, e per tale motivo è qui che la bomba vi è stata collocata.
In particolare sono emersi gravi fatti che hanno impedito l'accertamento della verità processuale:
- poche ore dopo l'attentato, un estremista di destra di Arezzo, Maurizio Del Dottore, aveva denunciato ai carabinieri i possibili autori, addirittura indicando un deposito di esplosivo, che venne rinvenuto, ma fatto brillare in loco, senza mai avvisare l'autorità giudiziaria competente[20]. Il fatto si verrà a conoscere attraverso le indagini di un altro procedimento penale, l'attentato di Vaiano.
- in data 23 agosto 1974 l'ammiraglio Birindelli si recò dal generale dei carabinieri Bittoni per denunciare che gli autori della strage dell'Italicus sarebbero stati Franci, Malentacchi e un terzo di cui non ricordava bene il nome. Il generale predispose accertamenti, secondo i quali Franci avrebbe avuto un alibi. Nessuna informazione arrivò all'autorità competente se non nel dicembre 1981, quando Bittoni si recò spontaneamente, ma in modo tardivo, dal pm di Bologna.
- nel novembre 1974 lo stesso Maurizio Del Dottore era tornato dai carabinieri di Arezzo, avvertendo della pericolosità degli estremisti aretini, ancora una volta inascoltato.
- nell'agosto 1975, a un anno di distanza dalla strage, l'ex moglie del terrorista Augusto Cauchi, Alessandra De Bellis, aveva dichiarato ai carabinieri di Cagliari che l'attentato dell'Italicus sarebbe stata opera del marito e dei suoi complici, nominando anche Mario Tuti. La donna venne impropriamente condotta davanti al pm di Arezzo, dove comunque confermò in larga parte tutte le sue accuse. Non fu creduta e anche in questo caso non venne avvisata l'autorità competente sull'Italicus, i magistrati bolognesi. La De Bellis finisce di lì a breve in alcune cliniche psichiatriche, anche se avrebbe avuto solo un esaurimento nervoso. A causa dei trattamenti subiti non è stata più in grado di ricordare o non ne ha più avuto la volontà.
- Augusto Cauchi era latitante dal gennaio 1975, anch'egli come Tuti finito sotto indagine per l'attentato di Terontola. Venne preavvertito dell'imminente mandato di cattura e fuggì all'estero. Cauchi era anche un confidente del Sid e prima di espatriare fece due telefonate con il capo del centro C.S. di Firenze, Federigo Mannucci Benincasa. "... il Mannucci Benincasa aveva ricevuto dallo stesso Cauchi - latitante - l'indicazione di un'utenza telefonica della stazione ferroviaria di Milano presso la quale sarebbe stato (e fu effettivamente) reperibile e, nonostante l'evidente facilità di pervenire alla cattura del latitante, non fece assolutamente nulla per conseguire tale risultato"[21].

Risulteranno iscritti alla P2 il generale dei CC Luigi Bittoni, l'ammiraglio Gino Birindelli, il capitano Corrado Terranova, il colonnello dei CC di Arezzo Domenico Tuminello, il pm di Arezzo Mario Marsili, Federigo Mannucci Benincasa. Identicamente i vertici dei servizi segreti del periodo il generale Vito Miceli e il generale Gianadelio Maletti.
Identicamente gli estremisti neri risulteranno in contatto con Licio Gelli o la P2, come da testimonianze di ex estremisti Marco Affatigato, Vincenzo Vinciguerra, Giovanni Gallastroni, Andrea Brogi, dell'ufficiale di polizia Sergio Baldini, di Aurelio Fianchini e come avrebbe ammesso lo stesso Franci in un confronto con Massimo Batani, l'8 settembre 1976.

### La prima istruttoria e la sentenza in Corte d'Assise

Mario Tuti, durante il processo per la strage

L'istruttoria si conclude (è il 1º agosto 1980 giorno precedente la strage alla stazione di Bologna) con il rinvio a giudizio quali esecutori materiali della strage di Mario Tuti (impiegato comunale di Empoli, viene accusato di aver fornito l'esplosivo), Luciano Franci (carrellista in servizio nella notte tra il 3 e 4 agosto 1974 presso la stazione di Santa Maria Novella di Firenze ed indiziato di aver fatto da palo) e Piero Malentacchi (che avrebbe costruito e piazzato la bomba), estremisti di destra appartenenti all'ambiente toscano del Fronte Nazionale Rivoluzionario. Margherita Luddi (legata sentimentalmente al Franci) per detenzione di armi, Emanuele Bartoli, Maurizio Barbieri e Rodolfo Poli per ricostituzione del partito fascista e Francesco Sgrò per calunnia. Quest'ultimo si rende responsabile di un tentativo di depistaggio essendo stato la fonte di un'informativa che tendeva a far ricadere su ambienti universitari romani di sinistra di un imminente attentato ad un treno. Lo Sgrò rivela la falsa pista all'avv. Basile che a sua volta la riferisce all'on. Almirante che ne denuncia il fatto in parlamento nella seduta del 5 agosto 1974, un giorno dopo l'attentato all'espresso Roma-Monaco. Alla fine lo Sgrò dopo un lunghissimo interrogatorio ammette che la pista "rossa" è un'invenzione e che l'esplosivo che si trovava negli scantinati del dipartimento di fisica all'Università di Roma era maneggiato da giovani di estrema destra e non di sinistra.
Emanuele Bartoli risulterà poi essere totalmente estraneo alla vicenda, e alle accuse che gli erano state mosse di "tentata ricostituzione del partito fascista", tanto che a tutt'oggi è un cittadino la cui fedina penale è immacolata, anche se di ciò, nonostante il clamore mediatico iniziale, non è poi stata data comunicazione.
I presunti esecutori materiali della strage sono accusati in base alle dichiarazioni rese da Aurelio Fianchini, extraparlamentare di sinistra che dopo l'evasione dal carcere di Arezzo si era consegnato agli uomini della squadra mobile di Roma il 16 dicembre 1975. Compagno di detenzione del Franci ne raccoglie le confidenze fatte durante le ore d'aria. Fianchini dichiara che a commissionare la strage fu "il geometra di Empoli" Mario Tuti, a collocare la bomba il Malentacchi, trasportata insieme alla Luddi e con l'auto di lei (una Fiat 500) fino alla stazione di Firenze Santa Maria Novella - e con la stessa auto avrebbero fatto ritorno ad Arezzo. Franci avrebbe avuto un ruolo di copertura.
La polizia già sapeva che tutti i quattro neofascisti facevano parte di una banda di terroristi tutti implicati nell'attentato di Terontola, una tentata strage. Nel corso di quell'operazione erano state rinvenute numerose armi, passaporti falsi e ingenti quantità di esplosivi possedute dai terroristi in tre depositi differenti, fra Arezzo, Castiglion Fiorentino e Ortignano Raggiolo (addirittura nella casa della nonna della Luddi).
Mario Tuti era latitante dal 24 gennaio 1975, ricercato per aver ucciso due agenti di polizia a colpi di mitra, Leonardo Falco e Giovanni Ceravolo, mentre un terzo, Arturo Rocca, era stato gravemente ferito. Gli agenti probabilmente non erano a conoscenza del fatto che Tuti fosse un terrorista, forse si erano recati a casa del geometra solo per un controllo, comunque vi avevano trovato nella tasca di una giacca due bombe Srcm ed erano in procinto di arrestarlo.
La latitanza, viene trascorsa dal Tuti per alcuni mesi in Toscana dove lo copre una rete di complicità, tenta una rapina ad Empoli, spinto dal bisogno, e sfugge alla cattura per caso. Si rifugia quindi prima ad Ajaccio e poi in Francia. Viene rintracciato a Saint Raphael dalla polizia francese e spara ancora per uccidere, ma a sua volta è gravemente colpito al collo.
Il 20 luglio 1983 il presidente Mario Negri della Corte d'assise di Bologna assolve gli imputati Tuti, Franci, Malentacchi e Luddi per insufficienza di prove.

### La prima sentenza di Appello
Il 18 dicembre 1986 il presidente della Corte d'assise d'appello di Bologna Pellegrino Iannaccone annulla due delle assoluzioni del processo di primo grado, condannando i due imputati Mario Tuti e Luciano Franci alla pena dell'ergastolo come esecutori della strage dell'Espresso 1486 del 4 agosto 1974. Assolto il terzo imputato Piero Malentacchi, così come è stata confermata l'assoluzione per Margherita Luddi. Confermata la condanna ad un anno e cinque mesi di carcere per Francesco Sgrò accusato di calunnia.
Oltre alle dichiarazioni di Fianchini ci sono quelle dell'ex ordinovista Stefano Aldo Tisei, che sarebbe stato incaricato da due appartenenti al Fronte Nazionale Rivoluzionario, Lamberti e Catola, di uccidere Mauro Mennucci perché in grado di accusare Tuti riguardo alla strage dell'Italicus. Mennucci era stato effettivamente ucciso nel 1982, non però da Tisei, ma da Fabrizio Zani, Pasquale Belsito e Stefano Procopio, che avevano rivendicato l'omicidio come "gli amici di Mario Tuti".
Queste le dichiarazioni di Tisei: «il Mennucci poteva mettere in serio pericolo l'organizzazione in Toscana e soprattutto avrebbe potuto fare alla magistratura i nomi di persone del F.N.R. coinvolte nell'attentato dell'Italicus».
Nella sentenza il giudice Iannacone, avendo durante il processo potuto ascoltare numerosissime voci provenienti dall'estrema destra, fra cui lo stesso Tisei, Vincenzo Vinciguerra, Andrea Brogi, Sergio Calore, Carlo Fumagalli, Paolo Aleandri, ha modo di inquadrare meglio tutto il contesto eversivo del 1974, e scrive:
()

### La prima sentenza di Cassazione e le sentenze successive
Il 16 dicembre 1987 il giudice Corrado Carnevale annulla la precedente sentenza della Corte d'assise d'appello di Bologna accogliendo le richieste del sostituto procuratore generale Antonino Scopelliti.
Il 4 aprile 1991 Tuti e Franci vengono assolti dalla Corte d'appello di Bologna; tali assoluzioni sono definitivamente confermate dalla Corte di Cassazione il 24 marzo 1992.

### Materiale proveniente dal procedimento Italicus bis
L'inchiesta del giudice istruttore Leonardo Grassi, partendo dai depistaggi, scava nel mondo dell'estrema destra rintracciando numerosi elementi testimoniali sul contesto e sulle motivazioni di quell'attentato (e sul legame con gli attentati di Silvi Marina, di Vaiano e della strage di Brescia).
Particolari spunti sono dati dal materiale sequestrato a Delle Chiaie, dalle dichiarazioni di ex estremisti come Alessandro Danieletti, Vincenzo Vinciguerra, Graziano Gubbini e Gaetano Orlando. In certi casi i testimoni non hanno voluto essere espliciti, ma si sono limitati a fare allusioni, come Vinciguerra:
()

### Altro materiale proveniente dall'ultimo processo sulla strage di Brescia
Nel corso del procedimento relativo alla strage di piazza della Loggia sono stati acquisiti notevoli elementi anche sulla strage dell'Italicus, tutti perfettamente coerenti con le piste di indagine individuate nel processo Italicus e nell'istruttoria del giudice Leonardo Grassi dell'Italicus bis. In particolare ci sono le informative della fonte "Tritone" (Maurizio Tramonte), inserito nell'area eversiva che stava preparando le stragi. Nella nota del centro CS di Padova n 4873 dell'8 luglio 1974 è riportato:
- il sistema va abbattuto mediante attacchi continui che ne accentuino la crisi;
- l'obiettivo è di aprire un conflitto interno risolvibile solo con lo scontro armato.»

()
La strage di Brescia avviene il 28 maggio, l'informativa di Tramonte l'8 luglio e nemmeno un mese dopo l'Italicus. Dalle veline di Tritone si apprende che subito dopo l'Italicus gli estremisti di Ordine Nero si sono riuniti a Bellinzona in Svizzera per scegliere come comportarsi dopo la rivendicazione di Italo Bono, alla fine decidendo di smentire la paternità della strage con un volantino che verrà poi preparato da Fabrizio Zani.
Poi vi sono le dichiarazioni di Gianluigi Napoli, ex estremista vicino a Giovanni Melioli (esponente di Ordine Nero chiamato in causa dalle informative di Tramonte su Brescia). Napoli riporta alcune dichiarazioni interessanti, parlando anche di una comune regia per l'Italicus e Brescia:
()
Il giudice istruttore Vella, nella sua ipotesi di rinvio a giudizio nel 1980, aveva prospettato appunto che chi materialmente collocò l'ordigno sull'Italicus fosse salito sul treno in una fase di rallentamento, prima di arrivare a Firenze S. Maria Novella.
Infine di particolare interesse vi sono le intercettazioni telefoniche fra Carlo Rocchi, fiduciario della CIA per il nord Italia, con Biagio Pitarresi, ex estremista milanese vicino a Esposti. Nelle intercettazioni, effettuate nel 1994, in relazione alle indagini del capitano Giraudo, i due alludono alla Cia e all'agenzia Aginter Presse (legata a Delle Chiaie):
Pitarresi: «Dicono che ci sono questi americani... tutti qui si sapeva che la strage l'avevano fatta questi con i nostri... parlano di piazza Fontana, Brescia e dell'Italicus, questo treno qua, perché sembra che ci sia gente che sta collaborando anche qua».
Rocchi lo ammonisce: «Tu non hai mai saputo questi nomi, non hai mai saputo che ci fossero americani o agenzie...».

## Declassificazione degli atti
Con una direttiva del 22 aprile 2014, tutti i fascicoli su questa strage non sono più coperti dal segreto di Stato e sono perciò liberamente consultabili da tutti. In tale materiale vengono trovati elementi di indagine non sviluppati (e mai conosciuti dai magistrati inquirenti). Ad esempio si potevano fare ricerche sugli acquirenti delle sveglie, accertamenti mai fatti e mai comunicati dall'antiterrorismo ai magistrati:
Il 10 agosto 1974 la polizia di Arezzo accerta che Parrini Ernesto di Camucia ha acquistato e rivenduto nel 1973-74 19 sveglie di marca Peter (dello stesso tipo di quella usata come timer per l’Italicus), mentre ad Arezzo ne sono state acquistate e vendute 20 dalla ditta FARO. La comunicazione arriva al Nucleo Centrale per l’Antiterrorismo di Firenze, Roma e Bologna il 16 agosto, ma negli atti non si trovano approfondimenti e verifiche specifiche
Nel materiale presente presso gli Archivi di Stato comunque non si trovano tracce di indagini all'epoca svolte dai Carabinieri e dalle Forze dell'Ordine, che sappiamo svolte e che potrebbero essere significative, come quelle inerenti alle segnalazioni di Del Dottore.

## Mandanti
Venne poi ritrovato materiale che potrebbe far ipotizzare ad un ruolo di supervisione nella strage dell'Aginter Presse. In generale diversi estremisti di destra avevano rapporti con l'Aginter Presse. In particolare era risultato che una foto di Mario Tuti, utilizzabile per fare un documento falso, insieme quella di altri quattro estremisti, fosse posseduta da Delle Chiaie in Spagna. Le foto uscirono su L'Espresso due mesi prima che Tuti divenisse noto, perché diffuse dal falsario portoghese che avrebbe dovuto fare i documenti falsi.
Inoltre nel materiale presente nelle indagini per la strage di Brescia, dove agì lo stesso contesto, sappiamo della presenza di uomini dell'Aginter Presse, in particolare Jacques Susini, nome che ha fatto Maurizio Tramonte, legato alla decisione di uccidere Silvio Ferrari. Il nome di Susini è ritrovato in una serie di documenti dell'antiterrorismo:
«11.9.1974. L’Ispettorato Generale per l’azione contro il terrorismo con appunto inviato al NAT di Firenze segnalava che il Susini, nel luglio del 1974, sarebbe stato notato in quella città dove avrebbe acquistato o sarebbe stato ospite in una villa. Secondo la segnalazione il Susini non sarebbe stato estraneo all’attentato verificatosi sul treno Italicus».
Tra gli atti del Ministero è stata trovata traccia di una schedina di presenza presso un motel Agip della provincia di Firenze tra il 24 e il 27 maggio 1974 di tale Jean Soules (il nome falso utilizzato dal Susini nel corso di un viaggio fatto in Italia nel 1962).

## Influenza culturale
- Il cantautore Claudio Lolli, nel 1976, in memoria della strage scrive due canzoni, pubblicate nell'album Ho visto anche degli zingari felici: Agosto, dedicata all'attentato, e Piazza, bella piazza, sul giorno dei funerali.
- Alessandro Quadretti e Domenico Guzzo, 4 agosto '74. Italicus, la strage dimenticata, Officinemedia, 2011.[44].
- Nel film Strane storie - Racconti di fine secolo viene mostrata la carcassa sventrata del treno Italicus e, secondo la nota conclusiva del film, i rottami all'epoca erano stati abbandonati in un prato vicino alla stazione di Bologna.